# Eddie Marsan
Pour les articles homonymes, voir Marsan (homonymie).
Edward Marsan, dit Eddie Marsan, est un acteur britannique, né le 9 juin 1968 à Londres dans le quartier de Stepney.

## Biographie
Edward Maurice Charles Marsan est né le 9 juin 1968 à Londres.
Il a débuté comme imprimeur et dans le théâtre, avant de travailler à la télévision et au cinéma. Il est diplômé de l'Académie de Mountview of Theatre Arts en 1991.

### Vie personnelle
Il est marié depuis juin 2002 à Janine Schneider. Ils ont quatre enfants : Tilly, née en 2005, Blue, née en 2007, Bodie, né en 2009 et Rufus né en 2011.

## Carrière
Il fait ses premiers pas à la télévision en 1992 dans la série The Piglet Files et The Bill, où il reviendra avec des rôles différents en 1993, 1995 et 1996. Toujours en 1996, il trouve des rôles dans les séries EastEnders, Casualty, Grange Hil et Game On !.
Il commence sa carrière au cinéma en 1998 avec des petits rôles dans les films L'homme qui en savait trop... peu et B. Monkey. Cette même année, il joue de nouveau dans Grange Hill, mais avec un rôle différent.
En 1999, il obtient un rôle dans les films Mariage à l'anglaise et Mad Cows. L'année suivante, il joue dans The Vice et The Mrs Bradley Mysteries, ainsi que les films Gangster No. 1 et Janice l'intérimaire.
En 2001, il est présent dans plusieurs longs métrages : The Bunker, The Emperor's New Clothes et Peaches, mais également la mini-série L'Empire du roi-singe.
En 2003, il est au casting de Gangs of New York de Martin Scorsese, Cheeky réalisé par David Thewlis (dont c'est le second long métrage en tant que réalisateur) et AfterLife d'Alison Peebles et à la télévision dans Grass et Charles II : The Power and the Passion.
L'année d'après, il tourne sous la direction d'Alejandro González Iñárritu dans 21 grammes, où il joue aux côtés de Benicio del Toro et Melissa Leo. Il est également présent pendant un épisode de la série britannique Affaires non classées.
En 2005, il tourne dans de nombreux films (Vera Drake, Match Point, Le Nouveau Monde, Beowulf, la légende viking et 1520 par le sang du glaive). L'année d'après est tout aussi prolifique, puisqu'il est à l'affiche des films suivants : V pour Vendetta de James McTeigue, Mission impossible 3 de J. J. Abrams, Miami Vice : Deux flics à Miami de Michael Mann, L'Illusionniste de Neil Burger, The Secret Life of Words d'Isabel Coixet, The Last Hangman d'Adrian Shergold et Sixty Six de Paul Weiland.
En 2008, il est à l'affiche d'Hancock de Peter Berg, Be Happyde Mike Leigh et Orson Welles et moi de Richard Linklater et de la série La Petite Dorrit.
En 2009, on le retrouve à la télévision dans les séries Criminal Justice et Londres, police judiciaire (jusqu'à l'année suivante), mais également aux côtés d'Andrew Garfield et Rebecca Hall (entre autres) dans les téléfilms The Red Riding Trilogy : 1980 de James Marsh et The Red Riding Trilogy : 1974 cette fois-ci réalisé par Julian Jarrold. Il est aussi présent au cinéma dans Sherlock Holmes de Guy Ritchie où il incarne le rôle de l'inspecteur Lestrade.
En 2010, il prête sa voix dans un épisode de la série Merlin et joue aussi dans The Sarah Jane Adventures. Au cinéma, il est présent au casting des films La Disparition d'Alice Creed, London Boulevard, Heartless et Thorne : Scaredycat.
L'année suivante, il reprend son rôle dans le second volet de Sherlock Holmes, intitulé : Sherlock Holmes : Jeu d'ombres toujours réalisé par Guy Ritchie, on le retrouve également aux côtés de Jeremy Irvine dans le film de Steven Spielberg, Cheval de guerre, ainsi que Junkhearts de Tinge Krishnan et Tyrannosaur de Paddy Considine.
En 2013, il joue dans trois films la comédie d'Edgar Wright, Le Dernier Pub avant la fin du monde, la comédie dramatique noire et irrévérencieuse Ordure ! de Jon S. Baird et la comédie dramatique Une belle fin d'Uberto Pasolini, où il tient le premier rôle. Il débute également dans la série Ray Donovan, où il y restera jusqu'à sa fin, en 2020.
En 2015, on peut le voir à la télévision dans les minis-séries Jonathan Strange et Mr Norrell et River et au cinéma dans Seul contre tous et Le monde de Nathan.
Deux ans plus tard, il retrouve Peter Landesman (après Seul contre tous) pour le film The Secret Man - Mark Felt. Il joue également dans Atomic Blonde de David Leitch.
En 2018, il est à l'affiche du film tiré d'une histoire vraie Otages à Entebbe de José Padilha avec Rosamund Pike et Daniel Brühl, Deadpool 2 de David Leitch (ce qui signe leur seconde collaboration) et il prête sa voix à l’adaptation live de Mowgli : La Légende de la jungle réalisé par Andy Serkis.
En 2019, il joue dans de nombreux films Undercover - Une histoire vraie du français Yann Demange, Vice d'Adam McKay où il incarne l'homme politique Paul Wolfowitz, il retrouve pour la 3ème fois David Leitch pour le spin-off de Fast and Furious : Fast and Furious : Hobbs and Shaw, The Professor and the Madman, Feedback et Pets United.
En 2020, il signe sa 3ème collaboration avec Guy Ritchie avec le film The Gentlemen (où il retrouve Matthew McConaughey après Undercover - Une histoire vraie) et retrouve Sean Penn après The Professor and the Madman pour son film Flag Day.

## Filmographie

### Cinéma

#### Années 1990
- 1998 : L'homme qui en savait trop... peu (The Man Who Knew Too Little) de Jon Amiel : Un agresseur
- 1998 : B. Monkey de Michael Radford : Un gangster
- 1999 : Mariage à l'anglaise (This Year's Love) de David Kane : Eddie
- 1999 : Mad Cows de Sara Sugarman : Constable

#### Années 2000
- 2000 : Gangster No. 1 de Paul McGuigan : Eddie Miller
- 2000 : Janice l'intérimaire (Janice Beard 45 WPM) de Clare Kilner : Mr. Tense
- 2001 : The Bunker de Rob Green : Soldat Kreuzmann
- 2001 : Peaches de Nick Grosso : Brian
- 2001 : The Emperor's New Clothes d'Alan Taylor : Louis Marchand
- 2003 : Gangs of New York de Martin Scorsese : Killoran
- 2003 : Cheeky de David Thewlis : Reg
- 2003 : AfterLife d'Alison Peebles : Jez Walters
- 2004 : 21 grammes (21 Grams) d'Alejandro González Iñárritu : Révérend John
- 2004 : The Rocket Post de Stephen Whittaker : Heinz Dombrowsky
- 2005 : Vera Drake de Mike Leigh : Reg
- 2005 : Match Point de Woody Allen : Reeves
- 2005 : Le Nouveau Monde (The New World) de Terrence Malick : Eddie
- 2005 : Beowulf, la légende viking de Sturla Gunnarson : Père Brendan
- 2005 : 1520 par le sang du glaive (The Headsman) de Simon Aeby : Fabio
- 2006 : V pour Vendetta (V for Vendetta) de James McTeigue : Etheridge
- 2006 : Mission impossible 3 (Mission : Impossible III) de J. J. Abrams : Brownway
- 2006 : Miami Vice : Deux flics à Miami (Miami Vice) de Michael Mann : Nicholas
- 2006 : L'Illusionniste (The Illusionist) de Neil Burger : Josef Fischer
- 2006 : The Secret Life of Words d'Isabel Coixet : James 'Tish' Corbitt
- 2006 : The Last Hangman d'Adrian Shergold : Victor
- 2006 : Sixty Six de Paul Weiland : Manny Rubens
- 2007 : I Want Candy de Stephen Surjik : Doug Perry
- 2007 : Grow Your Own de Richard Laxton : Little John
- 2008 : Hancock de Peter Berg : Red Parker
- 2008 : Be Happy (Happy-Go-Lucky) de Mike Leigh : Scott, le moniteur d'auto-école
- 2008 : Orson Welles et moi (Me and Orson Welles) de Richard Linklater : John Houseman
- 2008 : Faintheart de Vito Rocco : Richard
- 2009 : Sherlock Holmes de Guy Ritchie : Inspecteur Lestrade

#### Années 2010
- 2010 : La Disparition d'Alice Creed (The Disappearance of Alice Creed) de J. Blakeson : Vic
- 2010 : London Boulevard de William Monahan : DI Bailey
- 2010 : Heartless de Philip Ridley : Un vendeur d'armes
- 2010 : Thorne : Scaredycat de Benjamin Ross : Tughan
- 2011 : Sherlock Holmes : Jeu d'ombres (Sherlock Holmes : A Game of Shadows) de Guy Ritchie : Inspecteur Lestrade
- 2011 : Cheval de guerre (War Horse) de Steven Spielberg : Sergent Fry
- 2011 : Junkhearts de Tinge Krishnan : Frank
- 2011 : Tyrannosaur de Paddy Considine : James
- 2012 : Blanche-Neige et le Chasseur (Snow White & the Huntsman) de Rupert Sanders : Le nain Duir
- 2012 : Jack le chasseur de géants (Jack the Giant Killer) de Bryan Singer : Crawe
- 2012 : I, Anna de Barnaby Southcombe : DI Kevin Franks
- 2013 : Le Dernier Pub avant la fin du monde (The World's End) d'Edgar Wright : Peter
- 2013 : Ordure ! (Filth) de Jon S. Baird : Bladesey
- 2013 : Une belle fin (Still Life) d'Uberto Pasolini : John May
- 2014 : God's Pocket de John Slattery : Smilin' Jack Moran
- 2015 : Seul contre tous (Concussion) de Peter Landesman : Richard
- 2015 : Le Monde de Nathan (X+Y) de Morgan Matthews : Dr. Steve DeKosky
- 2016 : Une belle rencontre (Their Finest) de Lone Scherfig : Sammy Smith
- 2016 : Trahisons (The Exception) de David Leveaux : Heinrich Himmler
- 2016 : Golem, le tueur de Londres (The Limehouse Golem) de Juan Carlos Medina : L'oncle
- 2016 : A Kind of Murder d'Andy Goddard : Marty Kimmel
- 2017 : Atomic Blonde de David Leitch : Spyglass
- 2017 : The Secret Man: Mark Felt (Mark Felt : The Man Who Brought Down the White House) de Peter Landesman : Un agent de la CIA
- 2018 : Otages à Entebbe (7 Days in Entebbe) de José Padilha : Shimon Peres
- 2018 : Deadpool 2 de David Leitch : Le directeur de l'orphelinat
- 2018 : Mowgli : La Légende de la jungle (Mowgli : Legend of the Jungle) d'Andy Serkis : Vihaan (voix et capture de mouvement)
- 2019 : Undercover - Une histoire vraie (White Boy Rick) de Yann Demange : Art Derrick
- 2019 : Vice d'Adam McKay : Paul Wolfowitz
- 2019 : Fast and Furious : Hobbs and Shaw de David Leitch : Professeur Andreiko
- 2019 : The Professor and the Madman de Farhad Safinia : M. Muncie
- 2019 : Feedback de Pedro C. Alonso : Jarvis Dolan
- 2019 : Pets United de Reinhard Klooss : Frank Stone / Le Cyborg (voix)

#### Années 2020
- 2020 : The Gentlemen de Guy Ritchie : Big Dave
- 2020 : Abigail, le pouvoir de l'élue (Abigail) d'Aleksandr Boguslavskiy : Jonathan Foster
- 2021 : Le Virtuose (The Virtuoso) de Nick Stagliano : le solitaire
- 2021 : Un homme en colère (Wrath of Man) de Guy Ritchie : Terry
- 2021 : Flag Day de Sean Penn : M. Emmanuelle
- 2022 : The Contractor de Tarik Saleh : Virgil
- 2022 : Choose or Die de Toby Meakins : Hal
- 2022 : Operation Fortune : Ruse de guerre de Guy Ritchie
- 2022 : Emperor de Lee Tamahori : Martin Luther
- 2022 : Vesper Chronicles (Vesper) de Kristina Buožytė et Bruno Samper : Jonas
- 2023 : Fair Play de Chloe Domont : Campbell
- 2024 : Back to Black de Sam Taylor-Johnson : Mitch Winehouse

#### Courts métrages
- 2002 : Post de Phil Traill : Jack
- 2012 : A Running Jump de Mike Leigh : Perry

### Télévision

#### Séries télévisées

##### Années 1990
- 1992 : The Piglet Files : Yob
- 1992 - 1993 / 1995 - 1996 : The Bill : Martin Price / Roy Kilby / Dean Stacey /
- 1996 : EastEnders : Roddy
- 1996 : Casualty : Rick Grant
- 1996 : Game On ! (Game-On) : Stoat
- 1996 / 1998 : Grange Hill : Andy Sutcliffe / Eddie Sutcliffe
- 1997 : Kavanagh (Kavanagh Q.C.) : Ian Vincent
- 1997 : Get Well Soon : Brian Clapton

##### Années 2000
- 2000 : The Vice : Rhys
- 2000 : The Mrs Bradley Mysteries : Ronald Quincy
- 2001 : L'Empire du roi-singe (The Lost Empire) : Pigsy
- 2002 : Ultimate Force : Badger
- 2002 : Celeb : Lee
- 2002 : Bodily Harm : Bernard Chalk
- 2002 : Judge John Deed : Ed Hay
- 2003 : Grass : Sunshine
- 2003 : Charles II : The Power and the Passion : Titus Oates
- 2004 : Affaires non classées (Silent Witness) : Derek Poutney
- 2004 : Coming Up : Martin
- 2008 : La Petite Dorrit (Little Dorrit) : Mr Pancks
- 2009 : Criminal Justice : Saul
- 2009 - 2010 : Londres, police judiciaire (Law & Order : UK) : Jason Peters

##### Années 2010
- 2010 : Merlin : Le manticore (voix)
- 2010 : The Sarah Jane Adventures : Mr. White
- 2011 : Moby Dick : Stubb
- 2012 : Playhouse Presents : L'intrus
- 2012 : In Love With... : Czar
- 2013 : Southcliffe : Andrew Slater
- 2013 - 2020 : Ray Donovan : Terrence « Terry » Donovan
- 2015 : Jonathan Strange et Mr Norrell (Jonathan Strange & Mr Norrell) : Mr. Norrell
- 2015 : River : Thomas Cream
- 2017 : Urban Myths : Bob Dylan

##### Années 2020
- 2020 : Isolation Stories : Stephen
- 2022 : La Disparition de John Darwin (The Thief, His Wife and the Canoe) (mini-série) : John Darwin
- 2023 : The Winter King : Uther
- 2023 : Le Pouvoir (The Power) : Bernie Monke
- 2024 : Franklin (mini-série) : John Adams
- 2024 : Heartstopper (saison 3) : Geoff

#### Téléfilms
- 1998 : Crime et châtiment (Crime and Punishment) de Joseph Sargent : Dimitri
- 1998 : You Are Here de John Birkin : Nigel Pubis
- 1999 : Plastic Man de Sarah Pia Anderson : Liam Cooper
- 2000 : Second Sight de Charles Beeson : Liam Morrison / Le jardinier
- 2004 : Sur la piste de mon mari (Caught in the Act) de Jeffrey Reiner : Gary Grissom
- 2004 : Quite Ugly One Morning de Sam Miller : Stephen Lime
- 2005 : Friends & Crocodiles de Stephen Poliakoff : Butterworth
- 2008 : God on Trial d'Andy De Emmony : Lieble
- 2008 : The 39 Steps de James Hawes : Scudder
- 2009 : The Red Riding Trilogy : 1980 (Red Riding : The Year of Our Lord 1980) de James Marsh : Jack Whitehead
- 2009 : The Red Riding Trilogy : 1974 (Red Riding : The Year of Our Lord 1974) de Julian Jarrold : Jack Whitehead
- 2010 : Dive de Dominic Savage : Will
- 2012 : The Best of Men de Tim Whitby : Dr Ludwig Guttmann
- 2022 : Ray Donovan: The Movie (téléfilm) de David Hollander : Terry Donovan

## Distinctions
- Nomination Meilleur acteur dans un second rôle 2008, 14e cérémonie des Dallas-Fort Worth Film Critics Association Awards pour Be Happy
- Nomination Meilleur acteur dans un second rôle 2008, 2e cérémonie des Detroit Film Critics Society Awards pour Be Happy
- Nomination Meilleur acteur dans un second rôle 2008, 34e cérémonie des Los Angeles Film Critics Association Awards pour Be Happy
- Chlotrudis Award du meilleur acteur dans un second rôle 2009 pour Be Happy
- Meilleur acteur dans un second rôle 2009, 43e cérémonie des National Society of Film Critics Awards pour Be Happy
- Nomination pour The Peter Sellers Award for Comedy, Evening Standard British Film Awards 2009 pour Be Happy
- Nomination Meilleur acteur dans un second rôle 2009, 7e cérémonie des Central Ohio Film Critics Association Awards pour Be Happy
- Nomination Meilleur acteur dans un second rôle 2011, 14e cérémonie des British Independent Film Awards pour Tyrannosaur
- Nomination Meilleur acteur dans un second rôle 2013, 16e cérémonie des British Independent Film Awards pour Filth
- Prix d'interprétation masculine 2015, Festival 2 Valenciennes, pour Une belle fin[1]

## Voix francophones
En France, Gérard Darier est la voix régulière d'Eddie Marsan, le doublant depuis 2008. Patrick Borg l'a également doublé à six reprises.